# حملة إتاحة الأدوية الأساسية
حملة إتاحة الأدوية الأساسيّة هي حملة عالميّة بدأت بواسطة منظمة أطباء بلا حدود (MSF) لزيادة توافر الأدوية الأساسيّة في البلدان النامية. عادةً ما تواجه منظمة أطباء بلا حدود صعوبات في علاج المرضى لأنّ الأدوية المطلوبة غالية جداً أو لم تُنتج بعد.
أحياناً، الأدوية المتوفِّرة هي فقط الأدوية عالية السميّة أو الغير فعّالة، وعادةً عليهم اللجوء إلى طرق اختبار غير كافية لوضع تشخيص للمرضى.
يُعرَف ضعف البحث في الأمراض التي تُصيب التجمّعات السكانيّة الفقيرة في العالم بفجوة 10-90 (وهي نتيجة إحصائيّة قام بها الاجتماع العالمي للبحث الصّحي، أظهرت أنّ 10% من نفقة البحث والتّطوير الصّحي مُخصّصة لحلّ كُلّ المشاكل الّتي تُصيب الفقراء وهم يُشكِّلون 90% من سكّان المعمورة) وتحدث بسبب الشّركات الدوائيّة الّتي نادراً ما تجني ربحاً من تطّوير الأدوية لهذه الأمراض. مع أنّ بعض الدّول قد أحدثت تشريعاتٍ لتُشجِّع تطوير الأدوية الأساسيّة إلّا أنّها قد أُهمِلَت تجاريّاً، وأُطلِق عليها في الولايات المتحدة الأمريكية اسم الأدوية اليتيمة،مُستخدِمةً المال الذي حصلت عليه من جائزة نوبل للسلام لعام 1999م في تمويل المشروع، بدأت منظمة أطباء بلا حدود هذه الحملة في تشرين الثَّاني من عام 1999م لِتُحدِث مزيداً من الوعي بالقضيّة.
تناضل حملة أطباء بلا حدود لإتاحة الأدوية الأساسيّة من أجل خفض أسعار كُلّ من الأدوية الموجودة، واللقاحات، واختبارات التشخيص، لتحفيز البحث والتّطوير في العلاجات الجديدة للأمراض الّتي تُصيب الفقراء في المقام الأوّل، وللتغلُّب على الحواجز الّتي تمنع حصول المرضى على العلاج الذي يحتاجونه. يقوم على الحملة فريق من المُتخصِّصين في الطِّب والقانون والسّياسة والاتّصالات، يعملون معاً لعلاج هذه القضايا المختلفة.

## سوء التغذية
تدعو الحملة إلى تحسيناتٍ في جودة معونة الطّعام لمقابلة النّمو في احتياجات الأطفال الغذائيّة. تحُثُّ أيضاً على الزّيادة السّريعة في إنتاج الأطعمة الجاهزة للاستخدام (RUF) لإنقاص وفيّات الأطفال النّاتجة عن سوء التّغذية.

## داء السل
يديرون الحملة ليَتُم تطّوير أدوية جديدة وطرق تشخيص بسيطة لمرض السّل، في حين يستمرّون باستدعاء الاهتمام بالتّمويل الجدّي لأبحاث داء السل.

## متلازمة نقص المناعة المكتسبة (AIDS)
تستمر الحملة في الكفاح لضمان حصول المرضى على علاج الإيدز الأفضل والمُعدَّل بالإضافة إلى زيادة المعالجة بشكلٍ أكبر.

## حواجز براءة الاختراع
تدعم الحملة استخدام المرونة في القوانين التجاريّة العالميّة وإنشاء تجمُّع لبراءات الاختراع لتضمن عدم دخول براءات الاختراع في طريقة وصول الأدوية إلى المرضى المُحتاجين لها.

## البحث والتطوير الطبي
تعمل الحملة على تعزيز الطُّرق البديلة في قيادة وتمويل البحث الطبّي لمقابلة الاحتياجات الطبيّة للناس في البلدان النَّامية، أكثر من الأولويَّات التّسويقيَّة.

## وصلات خارجية
MSF Access Campaign website
Untangling the Web of ARV Price reductions, MSF Access Campaign Resource Guide